# 龜山 (高雄市)
龜山又稱龜峰嶺，位於臺灣高雄市左營區境內，蓮池潭之西南邊，東北與半屏山隔潭對峙，西南則鄰近壽山尾端（古名蛇山），是一座呈東北—西南走向的小山，海拔僅有63公尺，與鄰近的半屏山、壽山同為隆起珊瑚礁石灰岩地形，2011年被納入壽山國家自然公園。名稱由來是因為東北端有一小峰，形狀如龜。

## 歷史
- 台灣清治時期，康熙六十一年（1722年）時，鳳山縣知縣劉光泗在興隆庄以土埆建築了台灣第一座土堡，左倚龜山，右連蛇山，但經過林爽文事變等亂事後，道光五年（1825年）以咾咕石建立鳳山縣城（今鳳山縣舊城）時，捨去蛇山，全圍龜山在城內。
- 台灣日治時期後期（1940年）時被畫為軍區，今龜山上仍留有碉堡。
- 台灣戰後時代，由於勝利路的開拓工程，龜山從龜頸部被分割為兩座山，一般俗稱大龜山、小龜山。民國45年(1956年)，又在小龜山頂建立「永清塔」以紀念中華民國海軍總司令桂永清，也成為蓮池潭畔的觀光景點，但勝利路的拓寬及永清塔的建立也出現影響風水之說。民國85年(1996年)，永清塔因年久失修等原因而拆除[2]。